# Remixes (EP)
Remixes es un álbum remix lanzado por la banda británica Coldplay el 21 de julio de 2003. Este álbum contiene tres canciones grabadas por la banda con Parlophone como sello discográfico. Los temas son del segundo álbum de estudio de Coldplay, A Rush of Blood to the Head.

## Listado de canciones
| N.º | Título                                            | Duración |  |
| 1.  | «Clocks» (Röyksopp Trembling Heart Mix)           | 5:40     |  |
| 2.  | «Clocks» (Röyksopp Trembling Heart Instrumental)  | 5:40     |  |
| 3.  | «God Put a Smile upon Your Face» (Def Inc. Remix) | 5:28     |  |